# Hades (videojuego)

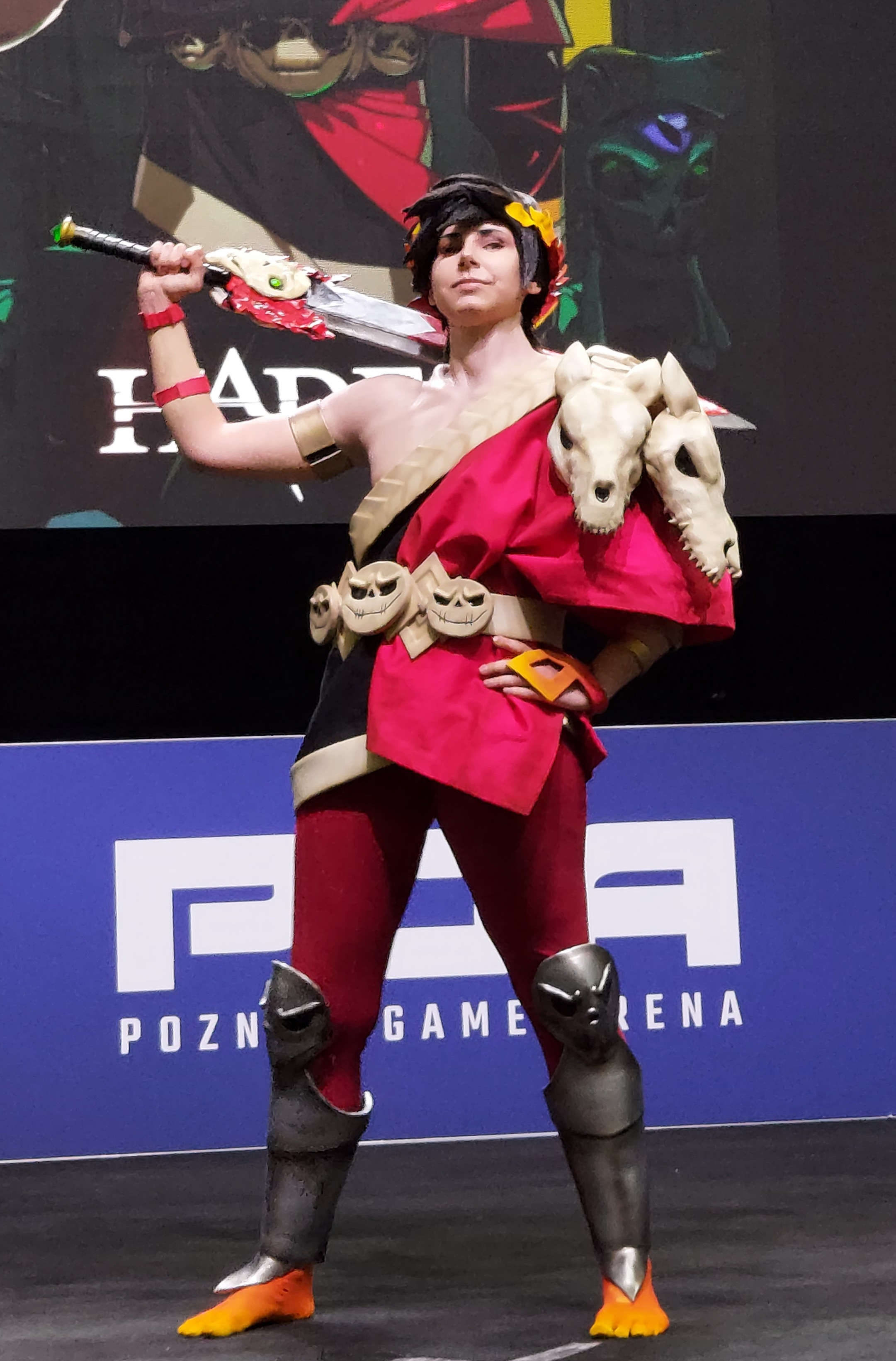
Cosplay de Zagreus, hijo de Hades y protagonista del juego.

Hades es un juego de rol de acción roguelike desarrollado y publicado por Supergiant Games. El juego fue lanzado para Microsoft Windows, Xbox One, Series X, macOS, y Nintendo Switch el 17 de septiembre de 2020, que siguió a un lanzamiento de acceso anticipado en diciembre de 2018.
Los jugadores controlan a Zagreus, el hijo de Hades, mientras intenta escapar del Inframundo para llegar al Monte Olimpo, en ocasiones con la ayuda de los obsequios que le otorgan los otros olímpicos. Cada carrera desafía al jugador a través de una serie aleatoria de habitaciones pobladas de enemigos y recompensas, y el jugador usa una combinación de su ataque de arma principal, poder de carrera y habilidad mágica para derrotarlos mientras evita el daño para progresar lo más lejos posible. Si bien Zagreus a menudo morirá, el jugador puede usar el tesoro ganado para mejorar ciertos atributos o desbloquear nuevas armas y habilidades para mejorar las posibilidades de escapar en carreras posteriores.
Hades se desarrolló siguiendo a Supergiant's Pyre, un juego en el que querían explorar la narrativa procedimental, pero debido a la naturaleza del juego principal, descubrieron que los jugadores no jugaban a través de Pyre varias veces para explorar esto. La estructura roguelike de Hades les dio la oportunidad de contar estas historias ramificadas al jugador en el transcurso de múltiples carreras.
Hades recibió elogios de la crítica, particularmente por su jugabilidad y narrativa. El juego fue incluido como Juego del año en varias publicaciones, incluida la lista de los 10 mejores juegos de 2020 de Time, y ganó varios galardones, incluido el de Mejor juego independiente en los Golden Joystick Awards 2020 y The Game Awards 2020.

## Jugabilidad
El jugador asume el papel de Zagreus, el príncipe del inframundo griego, que está tratando de escapar del reino y de su padre desinteresado, Hades, y llegar al Monte Olimpo. En su aventura es apoyado por los otros dioses olímpicos, quienes le otorgan regalos para poder luchar contra los seres que protegen la salida del inframundo. También es ayudado en su búsqueda por residentes notorios del mismo inframundo, como Sísifo, Eurídice o Patroclo. El juego presenta cuatro «biomas», o lugares del inframundo: Tártaro, los Prados Asfódelos, los Campos Elíseos y el Templo del Estigia.
El videojuego se presenta en una vista isométrica con el jugador al mando de Zagreus. El jugador comienza tratando de abrirse camino a través de varias habitaciones; los diseños de las habitaciones están predeterminados, pero su orden y los enemigos que aparecen se determinan al azar. El jugador tiene un arma principal, un ataque especial y un «lanzamiento» mágico que se puede usar a larga distancia. Al comenzar una carrera, uno de los atletas olímpicos le proporcionará un regalo, siendo una opción de tres potenciadores importantes para el momento de los cuales el jugador puede seleccionar; los obsequios tienen una temática basada en el Olimpo, como por ejemplo, los regalos de Zeus tienen los efectos de daño de un rayo. Posteriormente, después de despejar una habitación, se le mostrará al jugador el tipo de recompensa que puede ganar si completa la siguiente habitación o la elección de las siguientes habitaciones, que van desde obsequios olímpicos adicionales, artículos de restauración, monedas del juego, una tienda para comprar mejoras, o claves que se pueden usar en el metajuego para mejorar los atributos iniciales de Zagreus para la próxima ejecución. Si los puntos de vida de Zagreus bajan a cero, «muere» y termina enfrentando a su padre, eliminando todos los regalos otorgados en la última misión.
Entre las misiones, Zagreus puede explorar el inframundo antes de emprender una nueva misión. Aquí, el jugador puede usar las llaves para desbloquear actualizaciones permanentes para Zagreus, ordenar la construcción de nuevas funciones de apoyo para el inframundo u obtener nuevas armas. También se puede interactuar con los diversos personajes del inframundo, que proporcionan elementos narrativos al juego y también pueden proporcionar misiones con recompensas adicionales.

## Desarrollo
Tras el lanzamiento de su juego anterior, Pyre, Supergiant Games estaba interesado en desarrollar un juego que ayudara a abrir su proceso de desarrollo a los jugadores, de modo que terminaran creando el mejor juego posible a partir de los comentarios de los jugadores. Reconocieron que esto no solo ayudaría con el enfoque del juego sino también con los elementos narrativos y, por lo tanto, optaron por utilizar el enfoque de acceso temprano en el desarrollo de Hades una vez que hubieron establecido las bases del juego. Como Supergiant todavía era un equipo pequeño de unos 20 empleados, sabían que solo podían admitir el acceso temprano en una plataforma, con la intención de migrar luego a otras plataformas cerca de la finalización del juego. Supergiant había hablado con Epic Games y se enteró de su intención de lanzar su propia Epic Games Store, y consideró que la plataforma experimental era una combinación adecuada con Hades. La decisión de Supergiant se tomó en parte debido al enfoque de Epic en los creadores de contenido, ya que Supergiant había desarrollado Hades en mente para que fuera un juego favorable a los streamers, que se beneficiarían a través de Epic Games Store. Supergiant anticipó que Hades tardaría unos tres años en completarse, comparable al tiempo de desarrollo de sus títulos anteriores.
En términos de la narrativa y el enfoque del juego, el equipo de Supergiant había discutido qué tipo de juego querían hacer a continuación y se decidieron por un concepto que fuera fácil de aprender y jugar, que pudiera jugarse en periodos de tiempo muy cortos y que tuviera  oportunidades para expandirse después del lanzamiento, impulsándolos hacia un juego roguelike, que generalmente han utilizado mejor el enfoque de acceso temprano. El enfoque roguelike también encaja bien con sus objetivos de diseño de juego anteriores, donde pretendían seguir añadiendo nuevos trucos o herramientas para el jugador que le hicieran reconsiderar cómo había estado jugando hasta ese momento. Pyre había sido un intento de crear una narrativa ramificada y abierta, pero una vez que se lanzó el juego, Supergiant reconoció que la mayoría de los jugadores solo jugarían el juego una vez y, por lo tanto, perderían la perspectiva narrativa ramificada. Con Hades establecido como un roguelike, el equipo consideró que el enfoque narrativo ramificado sería mucho más apropiado ya que el género requiere que los jugadores jueguen repetidamente el juego.
Para el escenario, Supergiant consideró volver a visitar los mundos de sus juegos anteriores, pero sintió que un escenario completamente nuevo sería mejor. Al director creativo de Supergiant, Greg Kasavin, se le ocurrió la idea de la mitología griega, un tema que le había interesado desde su juventud. Originalmente, se planeó llamar al juego Minos, con el héroe Teseo como el personaje jugador que buscaba una salida de los siempre cambiantes laberintos de Minos. Los laberintos apoyaron fácilmente las facetas roguelike, pero a Supergiant le resultó difícil incorporar los factores narrativos ramificados. También descubrieron que Teseo era un personaje demasiado genérico para encajar en su narrativa.
Durante una pausa en el trabajo, Kasavin investigó más sobre los mitos griegos y descubrió que Hades estaba subrepresentado en estas historias, ya que los olímpicos le temían. Este descubrimiento llevó a Kasavin a centrar el juego en Zagreus intentando escapar de Hades y el inframundo como un enfoque narrativo más interesante. Kasavin comparó a los dioses como "una gran familia disfuncional en la que podemos vernos a nosotros mismos", y que al hacer que Zagreus intentara repetidamente y no lograra escapar del Hades, proporcionaría el tipo de comedia slapstick que, en su opinión, capturaba las relaciones en este "  family", así como la experiencia del jugador típicamente asociada con los roguelikes donde en un momento el jugador puede sentirse invencible solo para ser rápidamente derrotado y regresado al comienzo al momento siguiente. El cambio de Teseo a Zagreus tuvo un impacto mínimo en el contenido del juego que habían desarrollado hasta ese momento y ayudó a establecer la conexión del juego con la narrativa; Teseo permaneció en el juego, pero su papel se convirtió en el de un personaje jefe, transformándolo en un villano jactancioso junto con un compañero de equipo del minotauro Asterio. La narrativa del dios griego también informa los beneficios que el jugador obtiene a medida que avanza en el juego, representando los diferentes poderes de los dioses y varios elementos del juego como Trials of the Gods, enfatizando la relación voluble que los dioses tenían entre sí. Estos fragmentos de diálogo avanzan con cada ejecución del juego, lo que hace que cada intento de escapar sea significativo en comparación con los roguelikes tradicionales, lo que Supergiant consideró que ayudaría a atraer a más jugadores al juego.
A diferencia de Bastion y Transistor, que eran juegos más lineales y, por lo tanto, tenían más control sobre cómo progresaba el jugador, Hades presentaba el desafío de escribir diálogos para la multitud de rutas en las que el jugador podía progresar en el juego. Kasavin y sus escritores redactaron un diálogo de aproximadamente diez horas entre Zagreus y los personajes no jugadores basándose en una gran cantidad de posibles eventos encadenados que podrían sucederle al jugador. Por ejemplo, durante una carrera, el jugador puede encontrarse con Eurídice y, al regresar al centro principal después de fallar la carrera, encontrarse con el marido de Eurídice, Orfeo, quien, debido a esa reunión anterior, le pide al jugador que le entregue un mensaje a Eurídice la próxima que la encuentran. Estos eventos de diálogo también se relacionaron con mejoras en el centro una vez que el jugador vio la cadena de eventos.
Supergiant mantuvo su compromiso de honrar la mitología griega durante todo el juego. El arte del juego, principalmente del artista interno Jen Zee, muestra a todos los atletas olímpicos como atractivos con un elegante homenaje a la "desnudez heroica" del arte griego antiguo, según Kasavin. El juego también explora la sexualidad diversa implícita en los mitos griegos; Zagreus es bisexual y, en ciertos sentidos, poliamoroso, mientras que una narrativa lateral explora la relación homosexual entre Aquiles y Patroclo.
Durante el proceso de desarrollo de Hades, Supergiant decidió reescribir su motor de juego personalizado para proporcionar un mejor rendimiento del juego y un mejor soporte multiplataforma. El estudio había utilizado su motor original, que estaba escrito en C# y utilizaba el marco Microsoft XNA, para todos sus juegos desde Bastion. Mientras creaba Hades, debido a las limitaciones técnicas y las dificultades de la portabilidad del hardware y otros aspectos de rendimiento, Supergiant decidió reescribir su motor usando C++ basado en el marco The Forge para beneficiarse del mayor rendimiento que proporciona el código nativo.